# 伊萨克 (哈密)
伊萨克（？—1780年），清朝回部出身的大臣，哈密人，固山贝子鄂对的孙子，哈密札萨克郡王玉素卜的次子。
乾隆三十一年（1766年），奉父命护送哈密移民五百户到伊犁屯田，授为二等台吉。同年父亲去世，他袭爵郡王。乾隆三十六年（1771年），他和吐鲁番郡王额敏和卓的儿子丕尔敦入觐乾隆帝。乾隆三十八年（1773年），授为领队大臣，赴伊犁掌管回部百姓屯田事宜，乾隆四十一年（1776年），回到哈密。